# Charles Thomson Rees Wilson
Charles Thomson Rees Wilson (født 14. februar 1869 i Glencorse, død 15. november 1959 i Carlops) var en skotsk fysiker og kemiker.
Han blev sammen med Arthur Compton tildelt Nobelprisen i fysik i 1927; for Wilsons vedkommende for "hans metode til at gøre baner af elektrisk ladede partikler synlige ved hjælp af kondensering af damp.